# 坪井良平
坪井 良平（つぼい りょうへい、1897年〈明治30年〉1月30日 - 1984年〈昭和59年〉8月4日）は、大阪府大阪市出身の考古学者。奈良国立文化財研究所所長などを務めた考古学者の坪井清足は息子。
在野の考古学者として梵鐘などを研究した。太平洋戦争時には金属類回収令によって全国の寺院から梵鐘が供出されたが、坪井の論文が参考となって慶長年間以前鋳造の梵鐘は供出を免れた。

## 経歴

### 出生
1897年（明治30年）1月30日、大阪府大阪市東区淡路町1丁目に生まれた。父親は古美術愛好家であり、幼少期から金石文の拓本採取などを手伝った。

### 青年期
高等小学校を卒業後、1914年（大正3年）3月に大阪大倉商業学校を卒業したが、卒業後に就職した大倉組大阪支店は1915年（大正4年）に解雇された。その後は奈良市の第六十八銀行（南都銀行の前身）に入社したが、半年後に自己都合で退社した。さらに中村儀助商店輸出部に約3年間勤務し、総合商社の久原商事にも勤務した。やがて東京勤務となって牛込区に居住し、1921年（大正10年）には息子の坪井清足が生まれている。森本六爾らとともに結成した考古学研究会は数年で自然消滅したが、1930年（昭和5年）には東京考古学会として再出発している。

### 日立造船時代
1926年（大正15年）1月に大阪鉄工所（後の日立造船、現在のカナデビア）に入社し、1928年（昭和3年）には東京から大阪に転居した。1939年（昭和14年）には『東京考古学会学報』に「慶長末年以前の梵鐘」を発表した。1941年（昭和16年）には国家総動員法を根拠に金属類回収令が公布され、全国の寺院から多くの梵鐘が供出されたが、坪井の論文を参考にして慶長年間以前鋳造の梵鐘は供出を免れている。1945年（昭和20年）の太平洋戦争終戦時にも日立造船に勤務しており、神奈川造船所総務部長を最後に1946年（昭和21年）に退職した。なお、日立造船築港工場は1946年（昭和21年）から1950年（昭和25年）までの5年間に495口の梵鐘を鋳造しているが、1946年（昭和21年）5月に完成した第1回試作品の指導には坪井も関わっている。

### 戦後
戦後混乱期には進駐軍（GHQ）内の民間情報教育局（CIE）美術及紀念物課に勤め、1948年（昭和23年）4月には神戸市の太洋海運に入社した。1967年（昭和42年）2月に太洋海運を退社した。1968年（昭和43年）には神戸新聞社平和賞を受賞し、1970年（昭和45年）10月10日から12月28日まで、『神戸新聞』に「わが心の自叙伝」が連載された。1972年（昭和47年）には紫綬褒章を受章し、1975年（昭和50年）には兵庫県文化賞を受賞した。1975年（昭和50年）から1978年（昭和53年）には文化財保護審議会臨時専門委員を務めた。

### 死後
1984年（昭和59年）8月4日に87歳で死去した。
2003年（平成15年）、美原町立みはら歴史博物館（現・堺市立みはら歴史博物館）において特別展「坪井良平 梵鐘研究に捧げた生涯」が開催された。

## 受賞・受章
- 1968年（昭和43年） - 神戸新聞社平和賞[2]
- 1972年（昭和47年） - 紫綬褒章[2]
- 1975年（昭和50年） - 兵庫県文化賞[2][5]

## 著作
- 坪井良平『慶長末年以前の梵鐘』東京考古学会、1939年
- 坪井良平『未開民族の文化』葦牙書房、1942年
- 坪井良平・榧本杜人『古代の南露西亜』桑名文星堂、1944年
- 坪井良平『梵鐘と古文化』大八洲出版、1947年
- 坪井良平『日本の梵鐘』角川書店、1970年
- 坪井良平『日本古鐘銘集成』角川書店、1972年
- 坪井良平、神戸新聞学芸部『わが心の自叙伝』坪井良平著、1973年
- 坪井良平『朝鮮鐘』角川書店、1974年
- 坪井良平『復刻版 古代の南ロシア』原書房、1974年
- 坪井良平『梵鐘』学生社、1976年
- 坪井良平『佚亡鐘名図鑑』青燈書房、1977年
- 坪井良平『高野山の梵鐘』真言史学会、1983年
- 坪井良平『歴史考古学の研究』ビジネス教育出版社、1984年

死後
- 坪井良平『梵鐘の研究』ビジネス教育出版社、1991年
- 坪井良平『梵鐘実測図修正』ビジネス教育出版社、1993年
- 坪井良平『新訂 梵鐘と古文化 つりがねのすべて』ビジネス教育出版社、2014年
- 坪井良平『新装版 日本の梵鐘』吉川弘文館、2019年
- 坪井良平『新装版 日本古鐘銘集成』吉川弘文館、2023年
- 坪井良平『新装版 朝鮮鐘』吉川弘文館、2024年